# Le Miel d'Harar
Pour plus de détails, voir Fiche technique et Distribution.
Le Miel d'Harar (Sweetness in the Belly) est un film dramatique anglophone irlando-québécois réalisé par le cinéaste éthiopien Zeresenay Berhane Mehari et sorti en 2019.
Il s'agit d'une adaptation du roman éponyme de l'autrice canadienne Camilla Gibbs (en), paru en 2005.

## Synopsis
Dans les années 1960, Lilly, une jeune fille britannique, est élevée comme une musulmane dans un sanctuaire soufi au Maroc après y avoir été abandonnée par ses parents. Jeune femme au début des années 1970, elle est envoyée à Harar, en Éthiopie, où elle tombe amoureuse d'un médecin nommé Aziz, mais ils sont séparés au début de la guerre civile éthiopienne en 1974.
Lilly s'enfuit en Angleterre en tant que réfugiée. Là, elle se lie d'amitié avec Amina, une autre réfugiée traumatisée qui emménage avec elle. Lilly travaille comme aide-soignante dans un hôpital, où un gentil médecin nommé Robin se lie d'amitié avec elle, mais elle décide de ne pas aller plus loin dans cette liaison car elle espère retrouver Aziz. Avec Amina, elle fonde une association pour aider les réfugiés à réunir leurs familles dispersées.
Amina et ses deux enfants sont réunis avec son mari, qui a été emprisonné en Éthiopie, et ils s'installent au Québec, mais Lilly est bouleversée d'apprendre qu'Aziz a été exécuté. Robin l'aide à se remettre et elle lui raconte son histoire, lui disant qu'on lui avait dit que ses parents étaient morts de la drogue.

## Fiche technique
- Titre original anglais : Sweetness in the Belly[2]
- Titre français : Le Miel d'Harar[3],[4]
- Réalisation : Zeresenay Berhane Mehari
- Scénario : Laura Phillips
- Photographie : Tim Fleming
- Montage : Susan Maggi (en)
- Musique : Todor Kobakov (en)
- Décors : Paki Smith
- Production : Jennifer Kawaja, Alan Moloney (en), Susan Mullen, Julia Sereny
- Sociétés de production : Sienna Films, Parallel Films
- Pays de production :  Canada -  Irlande
- Langue originale : anglais
- Format : couleurs - 2,35:1
- Genre : film dramatique
- Durée : 110 minutes
- Dates de sortie : 
  - Canada : 6 septembre 2019 (Festival du film de Toronto) ; 31 juillet 2020 (vidéo à la demande)

## Distribution
- Dakota Fanning : Lilly Abdal
- Wunmi Mosaku : Amina
- Kunal Nayyar : Dr. Robin Sathi
- Yahya Abdul-Mateen II : Dr. Aziz Abdul Nasser
- Estad Tewfik Yusuf Mohamed : Le Grand Abdel Abdul Mateen
- Edelework Tassew : Gishta
- Zeritu Kebede : Nouria
- Yafet Henock : Mersha
- Rafael Goncalves : Ahmed
- Molly McCann : Lilly Mitchell 7 ans
- Gavin Drea : Phillip